# Clockwork Planet
Clockwork Planet (クロックワーク・プラネット, Kurokkuwāku Puranetto) é uma série de light novel japonesa escrita por Yū Kamiya e Tsubaki Himana, e ilustrada por Shino. A editora Kodansha publicou quatro volumes desde 2 de abril de 2013 sob a impressão da Kodansha Ranobe Bunko. Uma adaptação em uma série de mangá com a arte de Kuro é serializada na revista de mangá shōnen da editora Kodansha Monthly Shōnen Sirius desde setembro de 2013. Ela foi compilada em 5 volumes tankōbon. Uma adaptação da série em anime produzida pelo estúdio Xebec começará a ser exibida em abril de 2017.

## Enredo
O enredo acompanha a vida de um entusiasta por mecânica, alguém que está sempre pensando no assunto e fazendo coisas do gênero. Estranhamente, o mesmo consegue até ouvir os sons das engrenagens, sendo sempre incompreendido por essa “habilidade”. Um dia, no entanto, uma “donzela do relógio” cai em sua vida pressagiando eventos que abalarão o mundo por completo!

## Mídias

### Light novel
O primeiro volume da light novel foi publicado em 2 de abril de 2013 pela editora Kodansha sob a impressão Kodansha Ranobe Bunko. Em 29 de dezembro de 2015, foram publicados quatro volumes.

### Anime
Uma adaptação da série light novel em anime foi anunciada em dezembro de 2015. A série será dirigida por Tsuyoshi Nagasawa e escrita por Kenji Sugihara, com produção da animação pelo estúdio Xebec. A música está sendo composta por Shū Kanematsu, Hanae Nakamura, Kaori Nakano e Satoshi Hōno. A série está programada para estrear em abril de 2017 no TBS e no BS-TBS.